# Heteropoda meriani
Heteropoda meriani là một loài nhện trong họ Sparassidae.
Loài này thuộc chi Heteropoda. Heteropoda meriani được Peter Jäger miêu tả năm 2008.